# 営業割数
営業割数（えいぎょうわりすう）は、パチンコ店の経営用語。単に割数ともいう。営業割数は客に貸した球数（パチスロの場合はメダル数。以下同じ。）に対する景品として交換された球数の割合のことで、景品割数ともいう。営業割数は、球貸しによる売上に対する景品の払出し割合を表す、パチンコ・パチスロ店の直接の損益にかかる重要な指標である。しかし景品割数はその定義上、景品球の数が確定しないと計算できない。その制約を回避するため、パチンコ・パチスロ台がリアルタイムに計数する台に打ち込まれた球数と賞球による払い出された球数とを用いて予定景品割数すなわち機械割数を用いて景品割数相当の数値を算出し、ホール経営に役立てる。
通常、割数のコントロールは、パチンコの場合は釘調整によって、パチスロの場合は同じく各台の設定の調整によって行う。

## 計算方法
パチンコ店は、客に玉を有償で貸し付けて遊技をさせ、遊技の結果として得た玉を景品として交換することで金銭が出入りする。経費や手数料を考慮しないパチンコ球の交換だけに着目した利益の計算を行うと、客が借りた遊技球の代金は、直接にはそのままホールの売上となる。一方で、客が遊技球を店に返却する時は、その球数に応じた景品と交換するため、景品の価格が一般商店における経費となる。したがって1日あたりの計算ではその日に客に貸した玉貸しの代金の総額（売上）から、その日に交換された景品それぞれの数量に景品の単価を掛けた額（景品金額）を引くことで粗利が出ることになる。
粗利 = 売上 - 景品金額
しかし、営業中の店舗内には景品に換える前の、客の手許に積まれたままの玉が多くある。この積まれたままの玉を、景品に交換される予定の球として計算するのが、機械割数である。客の手許にある玉は、次のうちのどちらかである。
1. 玉貸機から貸し出された玉
2. パチンコ台に打ち込まれた結果、賞球として払い出された玉

したがって客が手許に保持している玉は、玉貸機から貸し出された玉（売上玉）と、パチンコ台で計数する入賞口に入った球を含む、台に打ち込まれたすべての球（アウト球）と、入賞により払い出された球（セーフ球）の差（差玉）の合計である。この関係より次の式で機械割数を計算する。
機械割数 = { 売上玉 - (アウト球 - セーフ球) } ÷ 売上玉 ≡ (売上玉 - 差玉) ÷ 売上玉
※ 計算結果を10倍にして『○割』、または100倍にして % 表記のかたちにして機械割数を取り扱う。
※※ アウト球からセーフ球を差し引いた玉数を特に『差玉』と呼ぶ。パチンコ店経営上の指標なので正の差玉は店が賞球を出していない状態、負の差玉は店が打ち込んだ以上に賞球を出している状態である。

### 計算例
例示を簡単にするため消費税相当分を考慮せず貸玉の単価を 4円とし、客は2,500玉を借りて遊技を行った。客は遊技で当たり外れを繰り返し、合計15,000玉を台に打ち込み、パチンコ台は15,250玉を払い出したとする。この例の場合、上記の各数値は次のとおりである。
- 売上玉: 2,500
- アウト球: 15,000
- セーフ球: 15,250

客の手持ち玉 = { 売上玉 - ( アウト球 - セーフ球 )}  ≡ 2,500 - (15,000 - 15,250) = 2,750 玉
カウンターの数値から、客の手持ち玉が +250玉 増えたことが解る。
この例の場合、機械割数は次のようになる。
機械割数 = { 2,500 - (15,000 -15,250) } ÷ 2,500 = 1.10 （ = 11割、110 % ）
機械割数は、純粋にパチンコ玉の割合を示すだけの数値であり、機械割数単独では現時点で儲かっているか損をしているか分からない。そこで損益分岐点となる割数をあらかじめ求めておく。例えば100円で貸玉25玉（4円）、交換28玉（3円57銭相当）であれば、貸玉と等価となる交換玉数の割合を求める式は次のとおりである
（単位あたり交換玉数） ÷ （単位あたり貸玉数）
100円あたりの貸玉数と、100円とみなす交換玉数を入れて割合を出すと、
28 ÷ 25 =1.12 （11.2割）
となる。すなわち、機械割数がこの値を上回れば店の持ち出し、下回れば店の儲けとなる。

## 割数と出玉率
前述のとおり、割数の分母は玉貸機から払い出された玉数である。一方でパチンコ・パチスロ台の機械割は『出玉率』であり、台に投入された玉数が分母となる数値である。パチンコもパチスロも入賞して払い出された玉・メダルを用いてさらに遊ぶことができるため、さらなる出玉も期待できるし、またそれら払い出された玉・メダルを注ぎ込んでも入賞せずに『回収』されることもある。このため出玉率が100 %から離れるにしたがって出玉率と割数とは乖離する傾向がある。

## 経営の指標数値
パチンコ・パチスロホールの運営に当たっては台の稼働率を上げること求められる。ホールの経営者にとっては『如何にお客様にたくさんパチンコ玉（メダル）を投入してもらうか』が売り上げを伸ばす上で重要になってくる。台の稼働率が高い（＝アウト球が多い）ことは売上（貸玉・貸メダル）も相応についてくるし、売上のぶん大当たりのボーナスの出玉演出をする余力を生むことに他ならない。かつては特定日に営業割数を上げて集客を図る方策が採られたが、その代償として他の日には営業割数を下げて営業せざるを得ず、全体として『出玉が少なくなる』弊害があること、そして台の稼働率が落ちることで客の投入金額が減ることから、出玉率のわずかな変化でも機械割数の大きな増減を招く。そこで管理指標として割数の代わりにパチンコ玉1つあたり・パチスロのメダル1枚あたりの粗利を取り入れ、個々の台の稼働率を上げることで売り上げの改善を図った例がある。
なお割数の異常な数値は、パチンコ台やジェットカウンター（パチンコ玉の計数機）等の機器の故障や、ゴト師などの組織的不正により出現する。割数に限らず、ホールコンピュータが集めてくる統計データをきちんとチェックすることは不正行為に対応する基本的な取り組みのひとつである。